# Юхары-Шуртан
Юхары-Шуртан (азерб. Yuxarı Şurtan) — село в административно-территориальной единице Шуртан Кельбаджарского района Азербайджана.

## География
Село Юхары-Шуртан находится в Шуртанском ущелье, которое протягивается вдоль берега реки Тертер. 

## История
В ходе Карабахской войны село перешло под контроль непризнанной НКР, под контролем которой село находилось до ноября 2020 года.
25 ноября 2020 года на основании трёхстороннего соглашения между Азербайджаном, Арменией и Россией от 10 ноября 2020 года Кельбаджарский район возвращён под контроль Азербайджана.

## Население
После армяно-азербайджанского конфликта, население села вынуждено было переселиться в разные районы Азербайджана.